# Dorfkirche Groß Upahl

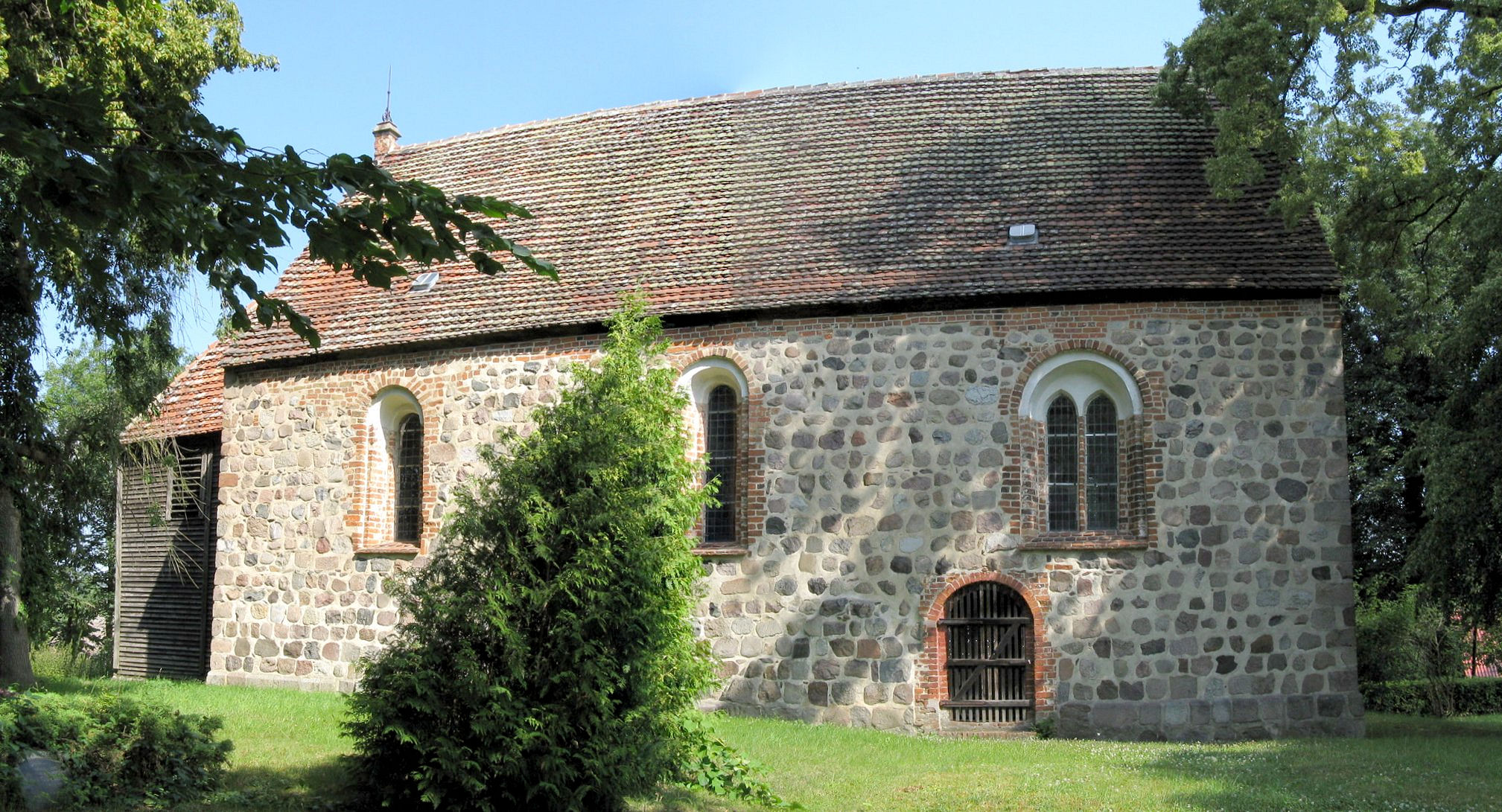
Kirche Groß Upahl, Südseite 2009

Die Dorfkirche Groß Upahl ist eine Feldsteinkirche in Groß Upahl, einem Ortsteil der Gemeinde Gülzow-Prüzen im Landkreis Rostock in Mecklenburg-Vorpommern.

## Geschichte

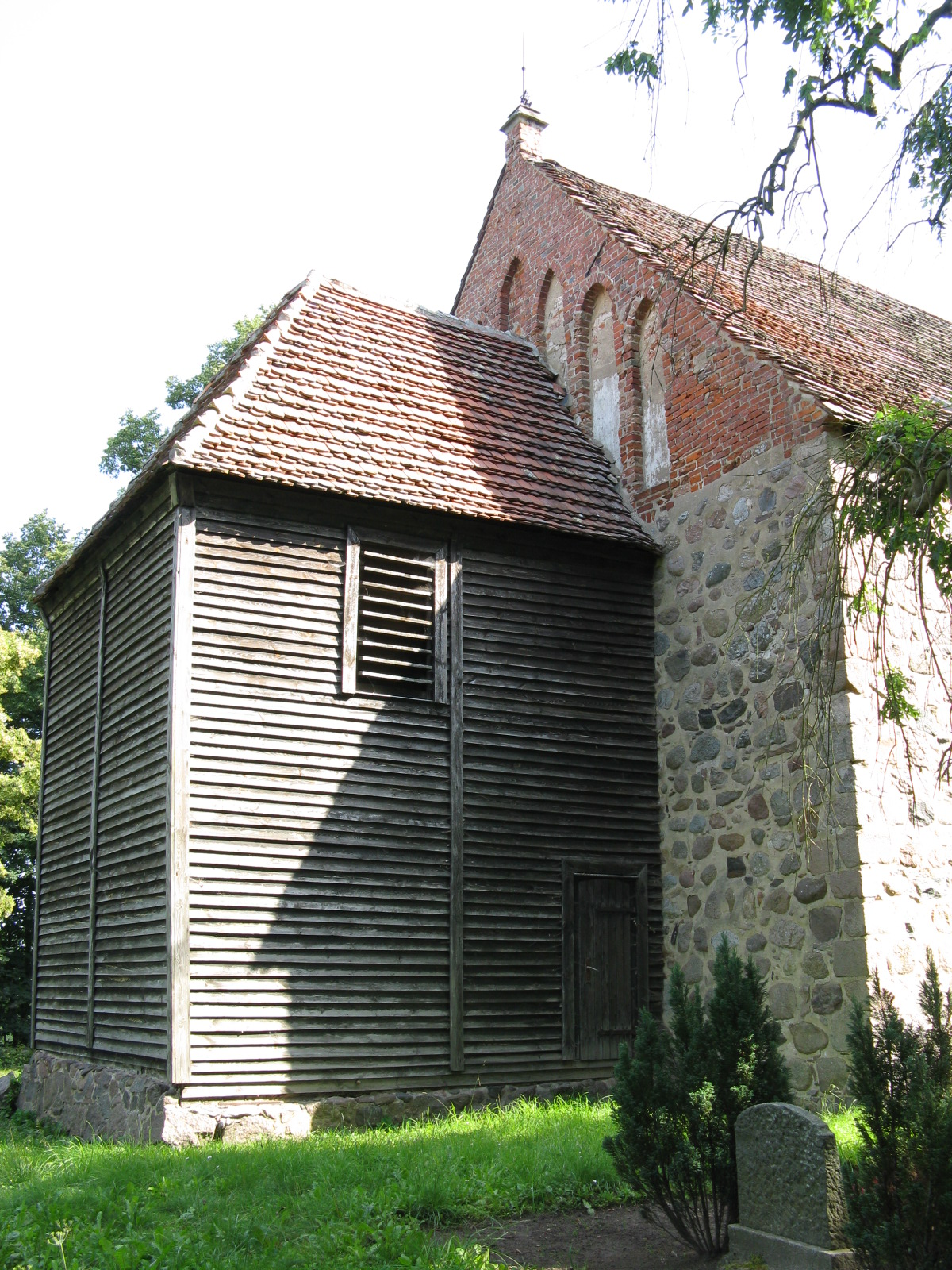
Westturm 2009

Ob das 1237 erstmals genannte Dorf Upahl, das mit 20 Hufen zum Dobbertiner Klostergebiet gehörte, das Kirchdorf Groß Upahl oder Klein Upahl war, ist nicht eindeutig belegt. In der zu Orvieto bei Rom am 28. Januar 1263 ausgestellten päpstlichen Bestätigungsurkunde werden beide Upahl (Dorff Opal vnd Wendischen Opale) dem Kloster Dobbertin beigelegt. Papst Urban IV. nahm damals das Kloster Dobbertin und dessen Güterbesitz unter seinen Schutz.
1357 und 1367 wurde erstmals eine Kirche zu Groß Upahl urkundlich erwähnt. Die Mutterkirche in Karcheez war schon 1234 genannt worden. Sie gehörte, wie nachher auch die zu Groß Upahl, zum Dobbertiner Kloster-Archidiakonat und zur Schweriner Diözese. Nach den Brüsehaver saßen seit Anfang des 16. Jahrhunderts die Kröpelin auf Groß Upahl, zuletzt 1625 Henning von Kröpelin. Während des Dreißigjährigen Krieges hatten die von Cramon Upahl in ihrem Besitz, doch das Dorf war völlig zerstört.
Von 1812 bis 1815 und von 1823 bis 1825 klagte der Küster und Organist Schmidt gegen die Dorfschaften Oldenstorf, Gerdshagen, Garden und Klein Upahl wegen verweigerter Schulgelder und Küstererhebungen. 1848 brannte der hölzerne Glockenturm nieder und die zwei Glocken zerschellten. 1851 wurde ein neuer Turm errichtet. Außer den nach 1848 und 1891 durchgeführten inneren Restaurierungen war in den letzten beiden Jahrhunderten wenig von der Kirche zu erfahren. Am Neujahrstag 1855 hatte ein heftiger Sturm Schäden am Kirchendach und Glockenturm verursacht.
Seit 1988 wurde die Kirche mit Mitteln aus einem landeskirchlichen Fond und in mühsamer Feierabendarbeit saniert. Das Feldsteinmauerwerk wurde instand gesetzt, das Dach umgedeckt, die Fenster wurden erneuert und der Glockenstuhl wurde stabilisiert und danach verbrettert. Die Instandsetzungsarbeiten, besonders im Kircheninnenraum, konnten erst nach der Wende weitergeführt und 1992 abgeschlossen werden.
Die Kirche war danach für Gottesdienste wieder nutzbar und die Gebhardt-Orgel von 1708 nach ihrer Restaurierung ab 1996 wieder spielbar.

## Baubeschreibung

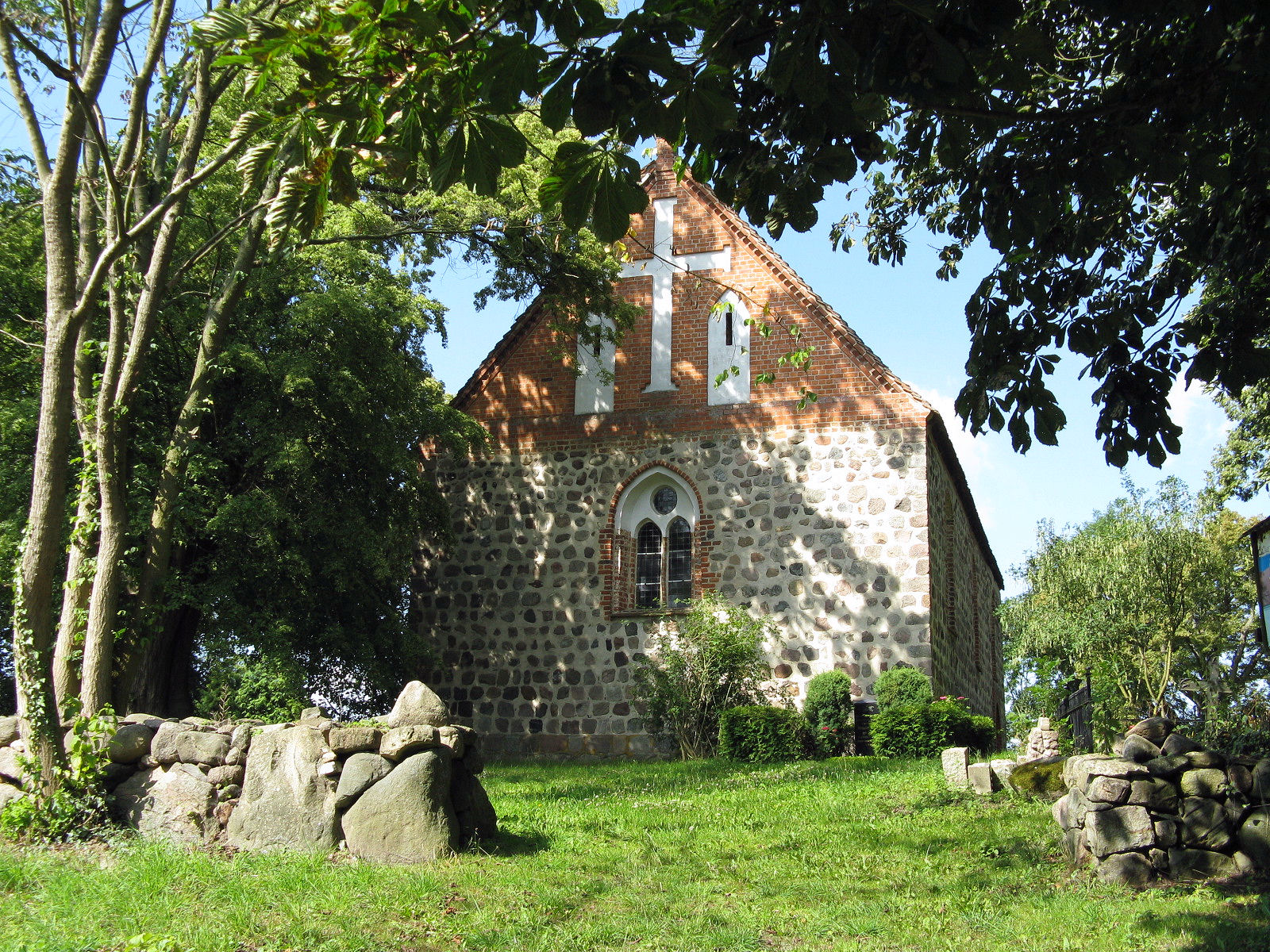
Ostgiebel 2009

Die Erbauungszeit im wohl zweiten Viertel des 13. Jahrhunderts fällt in die Zeit der Begründung zahlreicher Kirchspiele und der Festigung der mecklenburgischen Kirche im Lande. Wichtigster Schmuck am Außenbau der sonst so schlichten Upahler Kirche ist die Blendengliederung am Ostgiebel.

### Äußeres
Die Kirche wurde als rechteckiger Feldsteinbau ohne Chor, dafür mit zwei platten Giebeln und mit einem hölzernen, verbretterten Glockenturm an der Westseite errichtet. Das Satteldach der Kirche und das Walmdach des Turmes sind mit Biberschwanzdachziegeln eingedeckt worden. Beide Giebeldreiecke hat man als Blendgiebel aus Backsteinen ausgeführt. Im Ostgiebel befindet sich mittig ein zweibahniges Spitzbogenfenster. An der Nord- und Südseite wurden die Fenster und Portale mit Rundbögen ausgeführt.

### Inneres
Im Innern ist die Kirche schon immer einfach ausgestattet gewesen. Nach einer um 1849 durchgeführten Restauration schrieb Fridrich Lisch dazu: Die Kirche zu Gr. Upahl ist ein ungewöhnlicher Kirchenbau im Uebergangsstyl, aber durch moderne Restauration so gründlich verdorben, daß der alte Bau schwerlich wieder zu erkennen ist. Die Pforte und die Fenster sind rundlich überwölbt, die Wände sind abgeglättet und überweißt und der ganze Kirchenraum mit einer weiß geputzten Decke belegt, so daß das Ganze wie ein moderner Gesellschaftssaal aussieht.
Die erhaltene Farbfassung geht wohl auf eine Umgestaltung von 1891 zurück. Der Sockelbereich war rot, darüber ein blauer Fries mit weißem Rankenwerk und der Wandbereich ocker gestrichen. Die pseudokorbbogenförmige Decke war weiß gehalten und die Fensterlaibungen hatten blaurote Schattenwürfe. Der ältere Putz wurde von den Wänden entfernt und mutmaßlich die geputzte flache Decke eingezogen. Laut dem Kircheninventar von 1811 gab es in der Kirche keine älteren Verzierungen.

#### Altar und Kanzel
Aus der Barockzeit, wohl aus der zweiten Viertel des 18. Jahrhunderts, stammen der Altar und die Kanzel. Bemerkenswert an den Brüstungsfeldern des Kanzelkorbes sind die Schnitzfiguren der vier Evangelisten und die reichen Akanthusranken.
Das Gestühl und der Beichtstuhl sind dem 19. Jahrhundert zuzurechnen, vielleicht im Zuge einer 1848 erwähnten Renovierung entstanden. Das von einem schmiedeeisernen Ständer getragene Taufbecken könnte in der Schweriner Schleifmühle entstanden sein.

#### Orgel
Die auf der Westseite stehende, als Schrankorgel gebaute Orgel (ein Manual und ohne Pedal) hat eine regional interessante Geschichte und wurde als Denkmal der Musikgeschichte Mecklenburgs eingestuft.
Das Instrument gelangte 1893 aus Polchow nahe Schloss Rossewitz als erste Orgel der Kirche nach Groß Upahl. Es war aber keine Schweriner Schlosskirchenorgel, die danach in die Kirche nach Karcheez kam, wie Schlie es 1901 beschreibt. Karcheez hatte nie eine Orgel gehabt und die Abgabe einer Schlossorgel kann nachweisbar aus den vorhandenen Orgelakten ausgeschlossen werden.
Die Orgel soll im Auftrag des Obrist von Vieregge durch Johann Engelbrecht Gerhardt 1708 für die Kapelle im Schloss Rossewitz erbaut worden sein. Nach dem Konkurs des letzten Schlossherren V. A. von Vieregge 1760 übernahm die herzogliche Kammer aus Schwerin 1790 das Schloss und Gut Rossewitz. Gräfin von Bassewitz als vertraute Freundin der Gemahlin des frommen Herzog Friedrich erwarb die dortige Orgel.
Die Umsetzung der Orgel von Rossewitz nach Dalwitz und 1790 in die alte Kirche von Polchow muss durch den Rostocker Orgelbauer Paul Schmidt erfolgt sein. Denn auf der Rückseite des Diskantwellenbrettes befindet sich die Inschrift Paul Schmidt, Orgelbauer aus Rostock, 1760. Die Gräfin von Bassewitz schenkte die Orgel nach ihrem Tode 1790 der Polchower Kirche.
Im Kircheninventar der Polchower Kirche von 1811 ist zur Orgel die Inschrift Die Orgel ist von Frau Gräfin Sabina v. Bassewitz auf Dalwitz der hiesigen Kirche geschenkt und in derselben aufgestellt im Juni 1790 aufgeführt. In der Polchower Kirche wurde die Orgel durch den dortigen Schullehrer, Organist und Orgelbauer Jacob Friedrich Friese um 1792 verändert, so dass sie für die Kirche tauglich war und nicht wie ein Dudelsack spielte, wie sich Pastor Brandt dazu äußerte. 1851 erfolgten Reparaturen durch den Doberaner Orgelbauer Heinrich Rasche.
1888 wurde die Polchower Kirche abgebrochen, die Orgel kam in die Notkirche und wurde nach Groß Upahl verkauft. Drei Jahre, von 1890 bis 1893, dauerte ein geduldiger, schlauer und letztlich siegreicher Kampf des Pastors Heinrich Franz Niemann aus Groß Upahl gegen die Kirchenbehörden mit dem Güstrower Superintendenten Pohlsdorf um die Übernahme der Orgel. Die Orgel kostete 180 Mark, die durch freiwillige Gaben zusammengebracht wurden. Trotz des schlecht passierbaren Feldweges nach Groß Upahl gelang dem Wismarer Orgelbauer Edmund Bruder im Frühjahr 1893 die Aufstellung der Orgel in der dortigen Kirche, die Weihe erfolgte am 5. März 1893. Das Großherzogliche Amt finanzierte statt einer Orgelempore an der Westseite nur einen etwa 50 cm hohen Resonanzboden, der heute noch vorhanden ist.
1914 schrieb nach erfolgten Kleinreparaturen der Gehlsdorfer Orgelbauer Carl Börger an der äußeren Gebäudeseite restauriert den 4ten Juni 1914 Carl Böger Hoforgelbauer. Danach verkam das Instrument bis zur Unspielbarkeit.
Nach 1993 übernahm der Orgelbaumeister Wolfgang Nußbücker vom Mecklenburger Orgelbau in Plau am See die Restaurierung der Orgel. Wegen starken Anobienbefalls musste das gesamte Gehäuse in die Werkstatt, die Windladen waren von verschiedenen Orgelbauern hergestellt worden, die Balganlage ragte auf der rechten Seite des Orgelgehäuses heraus, einige Pfeifen waren völlig vom Holzwurm zerfressen und einige fehlten ganz. In den über 300 Jahren haben an dem wohl kleinsten annähernd vollständig erhalten Werk von Johann Engelbrecht Gerhardt sechs Orgelbauer des Landes mitgewirkt.
Die Wiederweihe der historischen Orgel fand am Ostersonntag, den 8. April 1996 in der Kirche zu Groß Upahl statt.
Im weiß gefassten, hochrechteckigen Gehäuse flankieren zwei Flachfelder mit stummen Pfeifen eine Schrifttafel. Die Schleierbretter und die geschwungene Gehäusebekrönung bestehen aus durchbrochenem Gitterwerk mit Rankenwerk im Biedermeierstil. Das pedallose Instrument verfügt über drei geteilte Register auf einer Bass- und einer Diskantlade.
| Manual C–f3     |    |
| Holzprincipal B | 8′ |
| Gemshorn D      | 8′ |
| Holzflöte B     | 4′ |
| Metallgedackt D | 8′ |
| Princial        | 2′ |

#### Glocken
Als am 23. September 1845 der hölzerne Glockenturm niederbrannte, sollen beide Glocken zerschellt sein. Vor 1900 waren wieder zwei Bronzeglocken im Glockenstuhl. Die größere wurde 1849 von C. Illies in Waren und die kleinere 1867 von P. M. Hausbrandt in Wismar gegossen. Eine Glocke hatte die Inschrift: O Rex + glorie + criste + ueni + cum + pacem +  und ein Gießerzeichen, pacem hätte pace heißen müssen. Nach dem Kircheninventar von 1811 gab es eine Glocke mit Mönchsschrift und eine zweite von 1789. Heute hängt noch eine Eisengußglocke im verbretterten Glockenturm.

## Pastoren
Namen und Jahreszahlen bezeichnen die nachweisbare Erwähnung als Pastor.
- erwähnt 1502 Matthias Kloster[28]
- erwähnt 1550 Nicolaus Paschen.
- erwähnt 1574 Peter Warten/Pertus von der Wort.
- erwähnt 1574 Leonard Ursinus, auch Kirche zu Karcheez.[29]
- 1582–1617 Mauritius Saupenius (Saupel)
- 1632–1638 Laurentius Barlippe (Garlipp)
- 1638–1643 vakant
- 1643–1682 Simon Kayser (Caesar) aus Krakow, ohne Eid.
- 1684–1696 Franz Hartwig, aus Lübeck.
- 1699–1740 Daniel Christian Stavenhagen, 1728 Lohmen.
- 1740–1744 vakant
- 1744–1746 Magister Petrus Andreas Klein aus Stettin, vorher Feldprediger in der Ukraine.[30]
- 1749–1785 Johann Schleef
- 1785–1827 Johann Friedrich Cord Schleef
- 1828–1838 Theodor Heinrich Bühring
- 1839–1853 August Johann David Francke, 1822 Succentor an der Domschule in Güstrow.[31]
- 1853–1864 Wilhelm Jacob Stark, 1843 Rektor der Stadt- und Waisenhausschulen in Schwerin.[32]
- 1864–1888 Friedrich Julius Luhde, auch in Karcheez, 1855 Hilfsprediger in Röbel-Neustadt.[33]
- 1888–1910 Ernst Heinrich Franz Niemann, 1868 Rektor in Gadebusch, auch Kirche zu Karcheez.[34]
- 1912–1923 Albert Christian Dietrich Hans Johann Hermann Bollenhagen, 1891 Rektor in Röbel.[35]
- 1923–1928 Otto Langmann, 1928 Pastor in Bogota in Kolumbien, 1930 Pastor in Guatemala, Funktionär der Deutschen Christen, ab 1935 im Auswärtigen Dienst, 1937 Gesandter Uruguay
- 1928–1932 Vakanz, Vertretung durch Tarnow und Parum.
- 1932–1933 Hermann Balcke.
- 1933–1959 Struck, auch in Lohmen und Groß Upahl.
- 1959–1971 Wilhelm Pietsch.
- 1980–1993 Anna Karina Benckendorff
- 1994–2003 Karsten Schur
- 2003–2018 Siegfried Rau

## Heutige Kirchengemeinde
Bis 2018 gehört Groß Upahl zur Evangelisch-Lutherischen Kirchengemeinde Tarnow zusammen mit den Orten Boitin (Kirche), Dreetz, Grünenhagen, Hägerfelde, Mühlengeez, Prüzen (Kapelle), Tarnow (Kirche) und Zibühl. 2019 wurde Groß Upahl der Kirchengemeinde Lohmen zugeteilt.

### Gedruckte Quellen
- Mecklenburgisches Urkundenbuch (MUB)
- Mecklenburgische Jahrbücher (MJB)

### Ungedruckte Quellen
- Landeshauptarchiv Schwerin (LHAS)
  - LHAS 1.5-4 Urkunden Kloster Dobbertin. Nr. 181.
  - LHAS 2.3-3/1 Landeskloster/Klosteramt Dobbertin. 3.2 Geschäftsführung, Amtsprotokolle. 3.11 Bewirtschaftung der Seen. 7.13 Grenzregulierungen. 7.25 Küster, Schule. 7.44 Gerichtsbarkeit.
  - LHAS 5.12-3/1 Ministerium für Landwirtschaft, Domänen und Forste, Abt. Siedlungsamt. Nr. 240 Klein Upahl 1927–1935.
- Landeskirchliches Archiv Schwerin (LKAS)
  - LKAS, OKR Schwerin, Specialia Abt. 2. Nr. 264 Groß Upahl, Karcheez, Ruchow. Besetzung der Pfarre zu Upahl 1740–1754.
  - LKAS, OKR Schwerin, Personalia und Examina.
- Landesamt für Kultur und Denkmalpflege Mecklenburg-Vorpommern. (LAKD)
  - Abteilung Denkmalpflege, Archiv, Ortsakte Kirche Groß Upahl 1903–1996.